# Victoriaville
Pour les articles homonymes, voir Victoria.
Victoriaville est une ville canadienne du Québec, chef-lieu de la MRC d'Arthabaska, dans la région du Centre-du-Québec.

## Toponymie

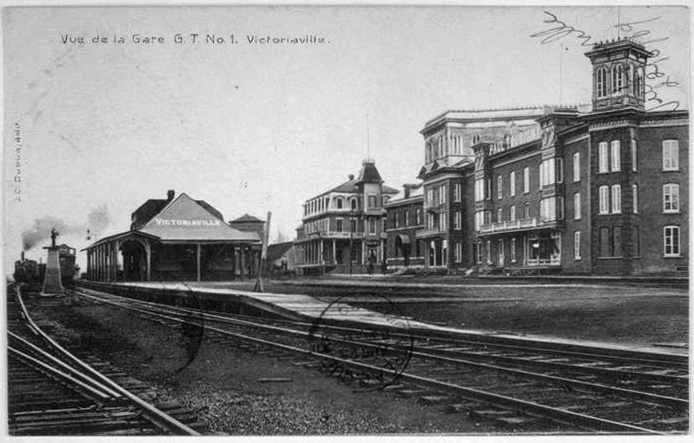
Gare du Grand Tronc en 1909.

En 1802, on assiste à la naissance officielle du canton d'Arthabaska, doté de l'un des rares noms administratifs d'origine autochtone de la région des Bois-Francs. Les premiers colons, originaires de Bécancour et de Saint-Grégoire, commencent à défricher le territoire à partir de 1835. En 1855, le bureau de poste qui dessert l'endroit est identifié comme Arthabaska-Station, dénomination qui s'étend également à la localité.
Au moment où l'on songe à créer une municipalité, peu avant 1860, deux personnages influents du canton d'Arthabaska, Julien Demers et Louis Foisy, se disputaient la suprématie sur ce territoire. Alors que Demers jouissait d'une forte popularité en sa qualité d'homme d'affaires, Foisy caressait le projet de prendre la direction de la localité. Lorsque l'on décide d'ériger une municipalité autonome, Julien Demers tente d'imposer son propre nom en suggérant Demersville, estimé trop prétentieux par Louis Foisy, qui propose plutôt Victoriaville, en l'honneur de la Reine Victoria (souveraine régnante qui vécut de 1819 à 1901 et régna pendant 64 ans).

## Histoire

### Sa création

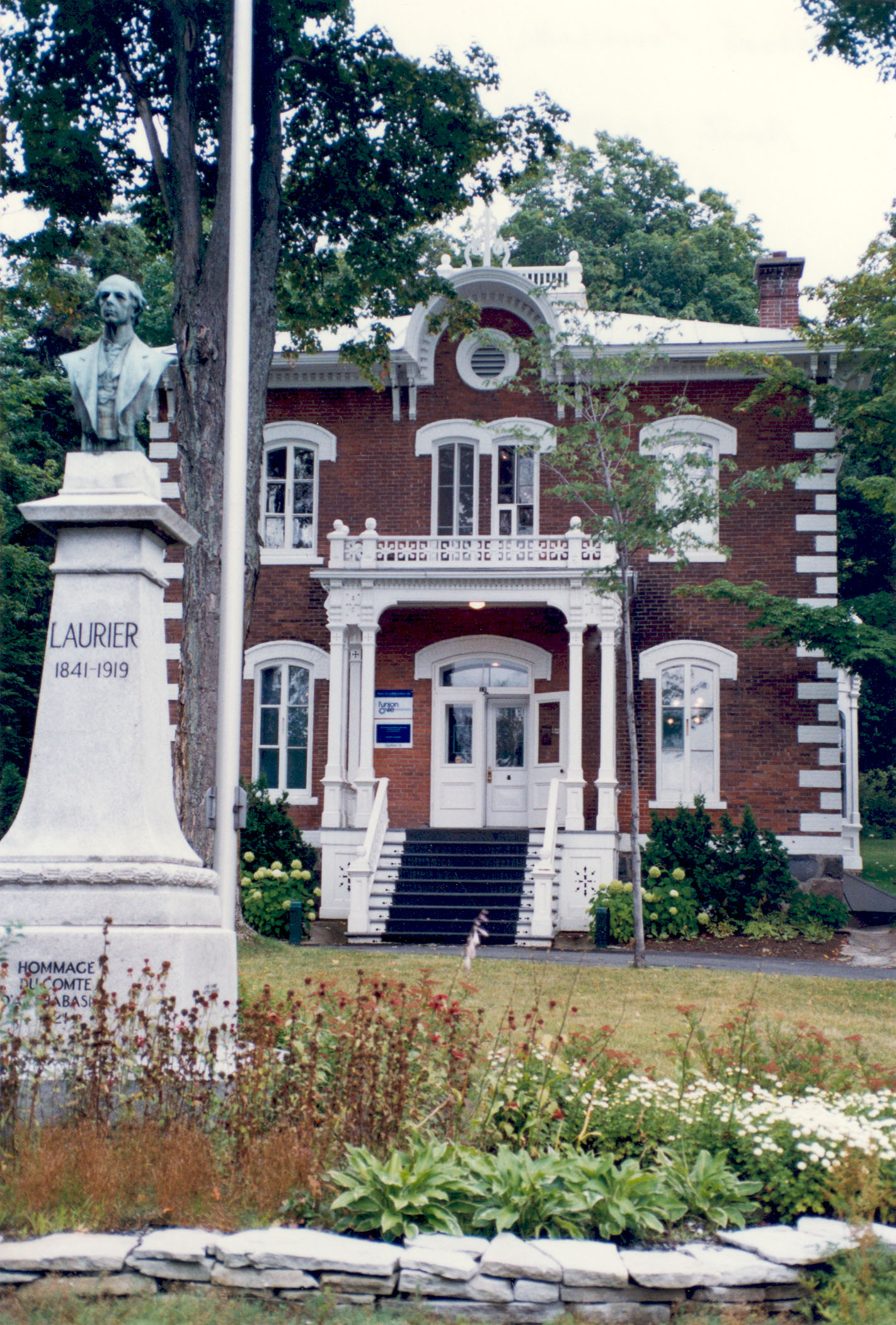
Musée Laurier.

C'est en 1851 que Arthabaska est créée. Charles Beauchesne serait le premier colon à s'établir dans cette région d'Arthabaska. Olivier Perreault, le beau-frère de Charles Beauchesne, s'établit à Arthabaska, là où est situé le centre-ville actuel de Victoriaville. Il n'en n'est toutefois pas le pionnier-fondateur. Charles Beauchesne, pour sa part, s'est installé tout près de la rivière Nicolet, ce qui a ainsi attiré les premiers colons dans la région à la suite de la surpopulation des seigneuries du nord comme Bécancour.
C'est en 1861 que le village de Victoriaville, après avoir scindé le village d'Arthabaskaville, est créé (sanctionné le 18 mai 1861). En 1890, le village de Victoriaville est scindé en deux pour former tant la ville de Victoriaville que la municipalité de la paroisse de Sainte-Victoire d'Arthabaska (sanctionné le 2 avril 1890).

### Son évolution
Arthabaskaville évolue rapidement. En 1854, le premier chemin de fer des Bois-Francs est implanté dans plusieurs villes, de Richmond à Lévis en passant par Arthabaskaville. Le chemin de fer unira plus tard Arthabaskaville à Sainte-Angèle. On appelait cette voie le Grand Tronc (maintenant disparu et qui est alors devenu une piste cyclable de la Route verte).
En 1855, le premier bureau de poste est implanté à Arthabaskaville, situé face à l'hôtel « Grand Union ». Aujourd'hui, ce bâtiment, ayant servi au premier bureau de poste, est désormais disparu. C'est un terrain de stationnement et il est toujours situé en face de l'hôtel Grand Union. En 1861, c'est la naissance de Victoriaville. En 1896, un de ses illustres citoyens devint le premier francophone à être nommé premier ministre du Canada : Sir Wilfrid Laurier. Aujourd'hui, sa maison est convertie en un grand musée historique. Le musée Laurier est situé sur la rue du même nom (Laurier), à Arthabaska (Victoriaville).

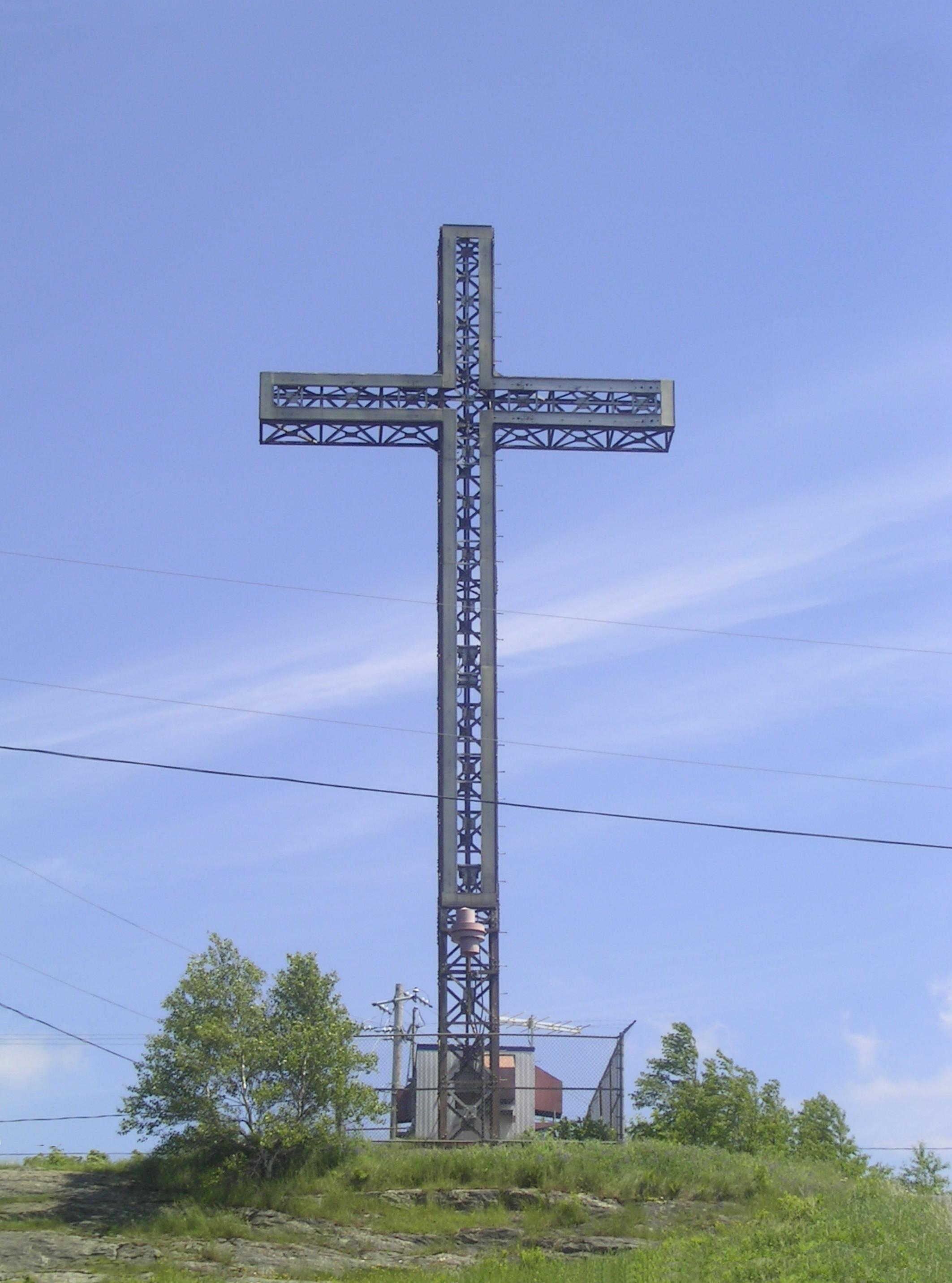
Croix sur
le mont Arthabaska.

Le 5 août 1931, l'hôpital Hôtel-Dieu d'Arthabaska est fondé. Le 20 juin 1942, Victoriaville fait la bénédiction du nouveau collège du Sacré-Cœur. En 1965, il y a fondation de l'École québécoise du meuble et du bois ouvré. En 1969, le collège Sacré-Cœur devient le Cégep de Victoriaville.
En 1905, les Frères des écoles chrétiennes s'installent à Arthabaska, mais, sous l'influence de plusieurs citoyens de Victoriaville, ils quittent la ville pour plutôt s'installer à Victoriaville.

### La fusion
À l'initiative du maire d'Arthabaska de l'époque, Pierre Roux, en 1993, la population des municipalités d'Arthabaska, de Sainte-Victoire-d'Arthabaska et de Victoriaville conviennent de se regrouper en une seule ville. La municipalité de Saint-Christophe-d'Arthabaska est également invitée pour fusionner, offre qui est déclinée.
L'appellation de Victoriaville, qui coiffe désormais la ville issue du regroupement des trois municipalités, est choisie par la population des trois ex-entités municipales à l'issue d'un référendum tenu le 7 novembre 1993 et dont le résultat est devenu officiel le 23 juillet 1994, remplaçant l'appellation temporaire Victoriaville-Arthabaska qui avait suivi la fusion.

### Victoriaville aujourd'hui

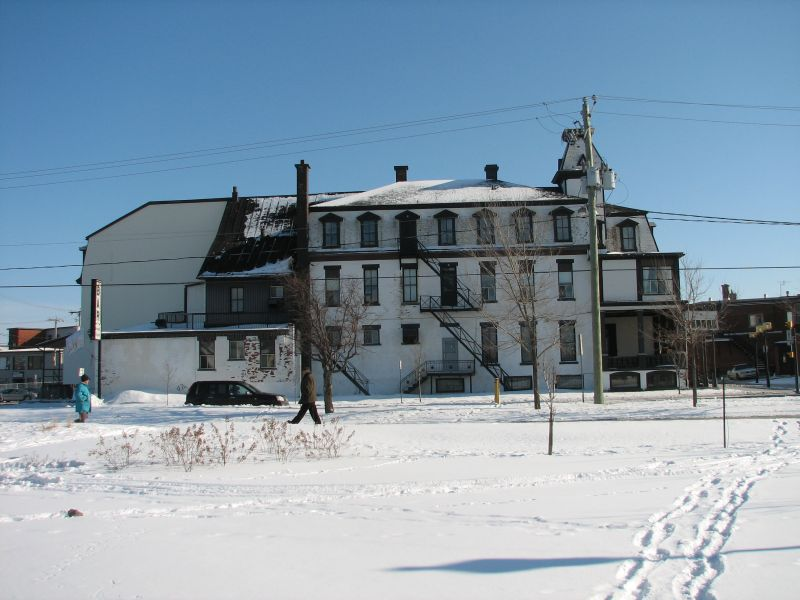
Hôtel Grand Union.

Victoriaville se distingue dans la province au niveau de ses innovations en matière de développement durable. Plusieurs pistes cyclables ont été aménagées dans la ville. Victoriaville est la première ville au Québec dont la flotte automobile de la mairie est électrique. Également, la ville innove de jour en jour au plan de la récupération. À Victoriaville, sur le mont Arthabaska (anciennement le mont Saint-Michel), est érigée une maison complètement écologique. Le réseau de la récupération, créé par un dénommé Normand Maurice (de Drummondville), a été exploité pour la première fois à Arthabaska. Victoriaville a suivi le mouvement[réf. souhaitée].
Dans le but de conserver un environnement de qualité, la ville met à la disposition de ses citoyens trois bacs : un vert (destiné aux matières recyclables), un brun (pour les matières organiques) et un gris (où le reste des déchets solides est déposé). La collecte des matières récupérables se fait en alternance avec la collecte des matières destinées à l’enfouissement.
De plus, de nouveaux stationnements plus écologiques sont maintenant accessibles, les véhicules sont maintenant stationnés sur du pavé alvéolé au lieu de l'asphalte. L'herbe pousse vigoureusement à travers ce dernier. Cette initiative environnementale a pour but de réduire l'utilisation de l'asphalte pour certains projets municipaux.
La ville est aujourd'hui membre du Réseau Sésame, un réseau international regroupant quinze capitales régionales de douze pays différents. C'est d'ailleurs à Victoriaville que se tient à l'été 2007 le 20e rassemblement annuel de cet organisme.
En réponse aux changements climatiques et au plan stratégique 2022-2027, la ville de Victoriaville a formé un Bureau de développement durable en 2023. N’ayant aucun rôle opérationnel, le Bureau vise surtout à s’assurer du suivi des projets de développement durable de la municipalité comme la protection de la biodiversité, la stratégie du logement abordable et de l’implantation d’un réseau de bornes électriques.
En tant que leader dans le développement durable, la ville reçoit 25,5 M de Québec en 2023 afin de financer la campagne « Chaud devant! » luttant contre les changements climatiques qui visent, entre autres, à réduire les émissions de GES de la ville de plusieurs centaines de tonnes d’ici les prochaines années.

## Géographie

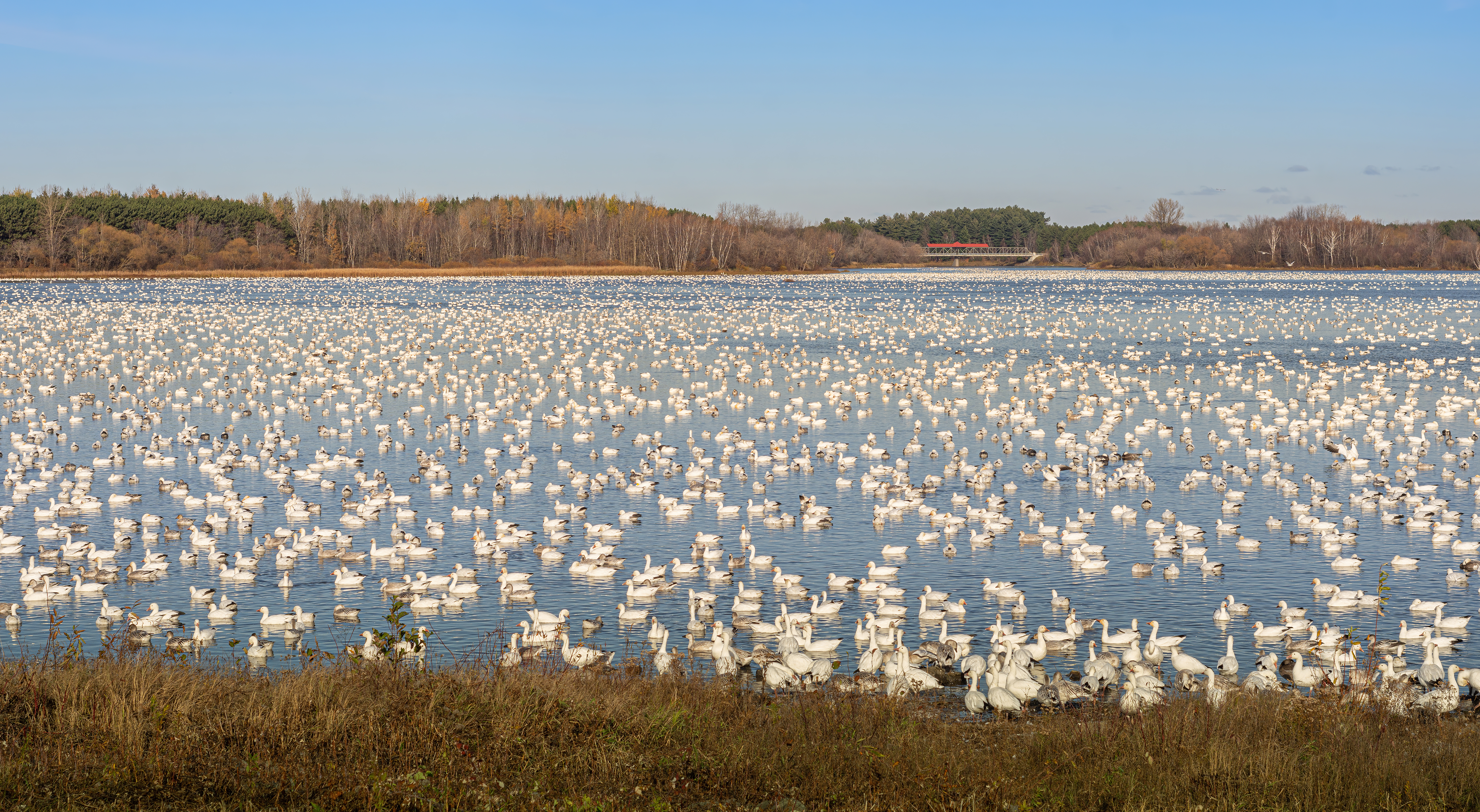
Le réservoir Beaudet, à Victoriaville. Octobre 2020.

Victoriaville possède une superficie totale de 86,19 km2, dont 84,36 km2 sont terrestres.
Elle est traversée par quatre routes nationales : la route 116 (boulevard Arthabaska), route 122 (boulevard Pierre-Roux), route 161 (boulevard Jutras) et route 162 (route de la Grande Ligne). Parmi les autres artères importantes, on retrouve le boulevard des Bois-Francs, le boulevard Jutras, le boulevard Labbé, l'avenue Pie-X et la rue Notre-Dame. Elle se trouve à environ 20 km de l'autoroute Jean-Lesage (20). L'autoroute 955 permet d'ailleurs une liaison rapide entre la ville et l'autoroute 20.
Victoriaville est surplombée par le mont Arthabaska, une colline de 305 mètres. Cependant, le relief de Victoriaville est majoritairement plat, son altitude moyenne variant surtout entre 120 et 150 mètres.
Implantée en milieu agricole et forestier, Victoriaville est principalement constituée de zones résidentielles de faible densité, toujours en processus d'étalement urbain. Le nord de la ville est dominé par un parc industriel.

### Hydrographie
La ville est arrosée par deux rivières de taille similaire : la rivière Nicolet et la rivière Bulstrode. Cette dernière alimente le réservoir Beaudet, principal plan d'eau de la ville. On y retrouve également la Gosselin, un affluent de la rivière Bulstrode.

### Municipalités limitrophes
Son territoire est délimité par les municipalités de Saint-Rosaire et Princeville, Saint-Albert et Saint-Valère, Saint-Norbert-d'Arthabaska et Saint-Christophe-d'Arthabaska ainsi que Warwick.

## Démographie
| 1871  | 1881  | 1891  | 1901  | 1911  | 1921  | 1931  | 1941  | 1951   |
| ----- | ----- | ----- | ----- | ----- | ----- | ----- | ----- | ------ |
| 1 425 | 1 474 | 1 300 | 1 693 | 3 028 | 3 759 | 6 213 | 8 512 | 13 124 |

| 1956   | 1961   | 1966   | 1971   | 1976   | 1981   | 1986   | 1991   | 1996   |
| ------ | ------ | ------ | ------ | ------ | ------ | ------ | ------ | ------ |
| 16 031 | 18 720 | 21 320 | 22 047 | 21 825 | 21 838 | 21 587 | 21 495 | 38 174 |

| 2001   | 2006   | 2011   | 2016   | 2021   | - | - | - | - |
| ------ | ------ | ------ | ------ | ------ | - | - | - | - |
| 38 841 | 40 486 | 43 462 | 46 130 | 47 796 | - | - | - | - |

## Politique

### Maires

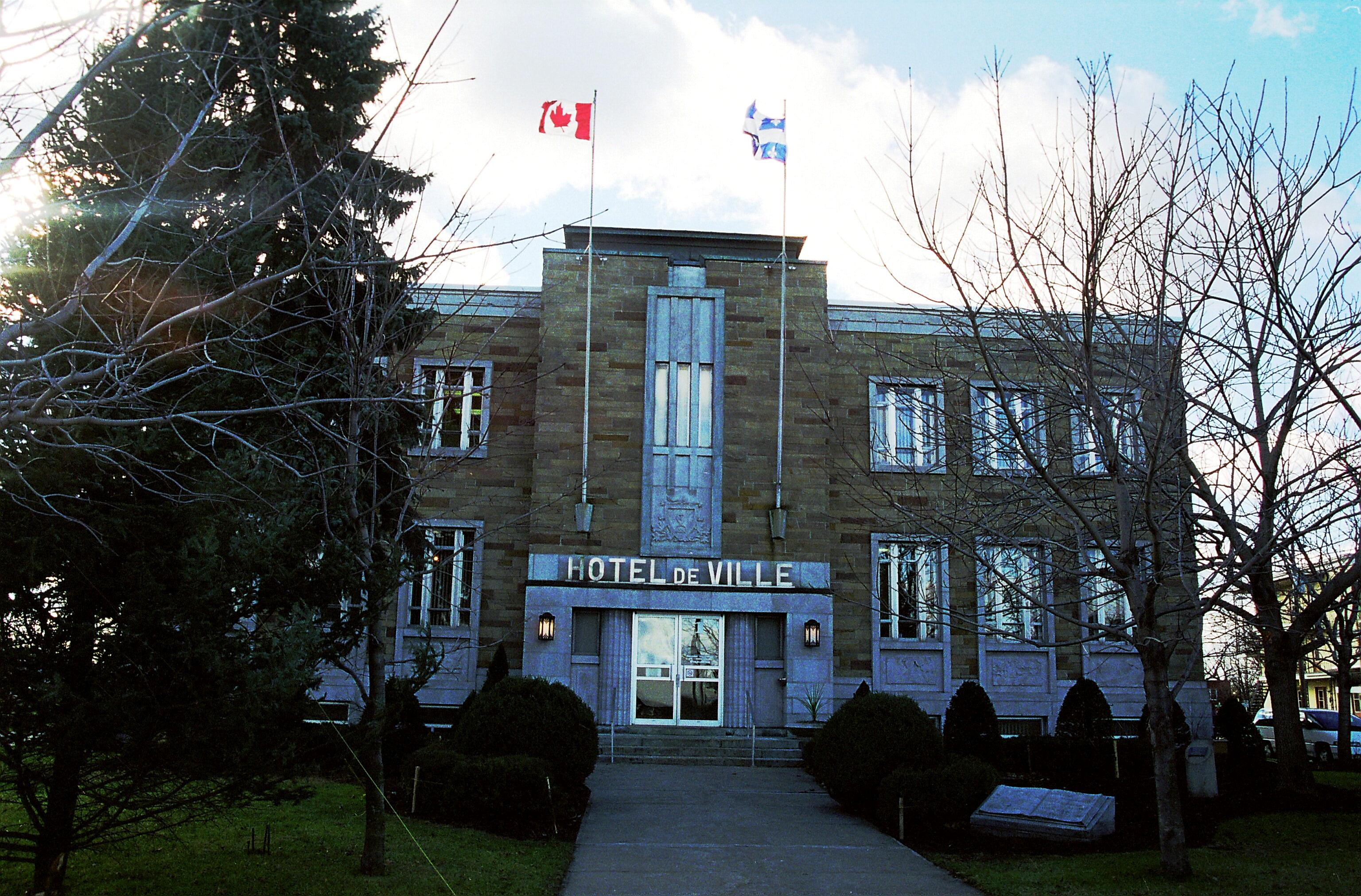
Hôtel de ville de Victoriaville.

Le conseiller Christian Lettre remplace Alain Rayes qui a été élu député conservateur lors de l'élection fédérale du lundi 19 octobre 2015. En février 2016, André Bellavance est élu maire lors d'une élection partielle et sera réélu en octobre 2017 lors de l'élection générale. En octobre 2021, le seul candidat à se présenter à la mairie est Antoine Tardif, qui devient par conséquent le nouveau maire de la ville.
Liste des conseillers municipaux par district électoral:
- District 1- Parc de l'Amitié : Mme Caroline Pilon
- District 2- Parc-de-l'île : M. Benoît Gauthier
- District 3- Charles-Édouard-Mailhot : M. Patrick Paulin
- District 4- Sainte-Famille : M. Alexandre Côté
- District 5- Parc-Terre-des-Jeunes : M. Yanick Poisson
- District 6- Parc-Victoria : M. Marc Morin
- District 7- Sainte-Victoire : M. Yannick Fréchette
- District 8- Arthabaska-Nord : Mme Chantal Moreau
- District 9- Arthabaska-Ouest : M. Michael Provencher
- District 10- Arthabaska-Est : M. James Casey

### Jumelage
La ville de Victoriaville est jumelée avec Colomiers depuis 2019.

## Société
Victoriaville compte 38 parcs municipaux, dotés de plusieurs services et équipements récréatifs : terrains de baseball, de soccer, de pétanque ou de tennis, piscines, patinoires, etc. La plupart sont aussi dotés de jeux pour enfants et de tables de pique-nique.
Victoriaville a accueilli les Jeux du Québec durant l'hiver 1981. Plusieurs années plus tard, elle accueillera les 62ème Finale des Jeux du Québec à l’hiver 2028.
Victoriaville a une équipe de hockey sur glace : les Tigres de Victoriaville. Ils font partie de la Ligue de hockey junior majeur du Québec (LHJMQ) depuis la saison 1987-88. En 2002, l'équipe a gagné la Coupe du président en tant que meilleure équipe des séries au Québec et s'est qualifiée pour une place dans le tournoi a la ronde de la Coupe Memorial de la Ligue canadienne de hockey où les Tigres se sont inclinés en finale contre le Ice de Kootenay à Guelph, Ontario. En 2021, les Tigres remporte leur 2e coupe du président face aux Foreurs de Val-d'Or. En 2024, les Voltigeurs de Drummondville ont éliminés les Tigres de Victoriaville en cinq matchs en demi-finale de la coupe du président.
Le Cégep de Victoriaville offre plusieurs disciplines. Les Vulkins, appellation désignant les équipes du cégep, offre des disciplines tels que le football américain, le soccer, le cross country, le basketball, le volley-ball, le badminton, la natation, le rugby, etc.
Les polyvalentes Le Tandem et Le Boisé (écoles secondaires) offrent, dans leur établissement respectif, le football,le basketball, le hockey, le soccer, le patinage artistique, le badminton et le volleyball. Les équipes qui représentent les deux écoles, portent le nom de « Les Vicas ».
De même, le Collège Clarétain (école secondaire privée) offre à ses élèves plusieurs disciplines sportives comme le soccer, le basketball, le touch football, le volleyball, le badminton et le hockey. Les équipes qui représentent le Collège se nomment « Le Graal ».
Une école de parachutisme est installée sur le site de l'aéroport de Victoriaville. L'école est l'une des plus renommées au Canada.
Victoriaville est la ville centre du parc linéaire des Bois-Francs, une piste cyclable de 77 kilomètres aménagée sur une ancienne voie ferrée. Elle fait partie de la Route Verte et du sentier Transcanadien.
La Vélogare des Bois-Francs est une ancienne gare ferroviaire située sur le parc linéaire des Bois-Francs. Elle est aujourd'hui un centre touristique-halte pour les cyclistes.

## Économie

### Industrie
Le tissu industriel de Victoriaville est très diversifié. Longtemps reconnue comme étant la capitale du meuble et du textile au Canada, son économie est aujourd'hui davantage orientée vers les secteurs de l'agroalimentaire, de l'équipement de transport spécialisé, de la fabrication de machinerie ainsi que de la récupération et la valorisation des matières résiduelles. Il y a aussi à Victoriaville l'usine de cercueil Vic Royal, une division de Victoriaville Group, propriété de la famille Dumont et le deuxième plus grand fabricant de cercueils en bois en Amérique du Nord.
La ville compte deux importants parcs industriels situés à proximité de son aéroport régional et des principales routes traversant la région (l'autoroute 955 et les routes 116, 122, 161 et 162). L’aéroport régional André-Fortin de Victoriaville est l’un des mieux équipés au Québec pour accueillir les jets d’affaires et les petits appareils privés. D'ailleurs, une coopérative d'entrepreneurs y possède un avion mis à disposition de ses membres pour leurs voyages d'affaires ailleurs au Canada et/ou aux États-Unis.

### Commerce
Centre régional, Victoriaville dispose d'une grande variété de commerces. Les entreprises de vente et service foisonnent au centre-ville ainsi que dans les centres commerciaux de la ville. En tout, ce sont environ 350 commerces qui fournissent aux citoyens tout ce dont les habitants des grands centres peuvent avoir besoin. Comptant plus de 1 000 membres, on trouve à Victoriaville, le siège social de la Chambre de commerce et d'industrie des Bois-Francs et de l'Érable, un regroupement de gens d'affaires fondé en 1903 et faisant partie des grandes Chambres de commerce du Québec.

## Culture
Victoriaville compte deux bibliothèques municipales.
Elle dispose également de :
- 14 écoles primaires/préscolaires
- 2 polyvalentes
- 1 école primaire privée (École Vision)
- 1 école secondaire privée (Collège Clarétain)
- 1 centre de formation continue pour adultes (Arthabaska)
- 2 centres de formation professionnelle (Vision 20-20, Le Trécarré)
- 1 centre intégré de formation et d'innovation technologique (CIFIT)
- 1 centre de formation en entreprise et récupération (CFER)
- 2 Cégeps (Cégep de Victoriaville et École nationale du meuble et de l'ébénisterie)

En 2020, l'école secondaire Le Tandem figurait dans le palmarès des meilleures écoles secondaires du Centre-du-Québec.
La ville organise, tout au long de l'année, de nombreux évènements à teneur sociale et récréative.
Chaque année, des dizaines de festivals et évènements culturels se déroulent à Victoriaville. On n'a qu'à penser à :
- Festival International de Musique Actuelle (musique internationale d'avant-garde)
- Exposition agricole de Victoriaville (Anciennement exposition agricole d'Arthabaska). Elle a lieu chaque année dans le stationnement du Colisée Desjardins accueillant des nombreux éleveurs et agriculteurs en plus d’offrir du divertissement de tous âges comme des manèges et des spectacles[15].
- Festival jeunesse
- Festival Rétro Pop (musique des années 1960 à aujourd'hui, rassemblements de voitures antiques ou de sport modifiées)
- Week-end en Blues
- Salon des Arts des Bois-Francs
- Fêtes Victoriennes (festivités faisant revivre la fin du XIXe siècle avec la participation de figurants costumés)
- Grand Week-End d’Improvisation de Victoriaville
- Le VictoFest
- Balade Gourmande des Bois-Francs (circuit champêtre chez des producteurs-transformateurs agricoles et marché de produits régionaux)
- Wake Dans'Rue
- Rock la Cauze (festival de musique qui fait partie des plus importants au Québec)[16]

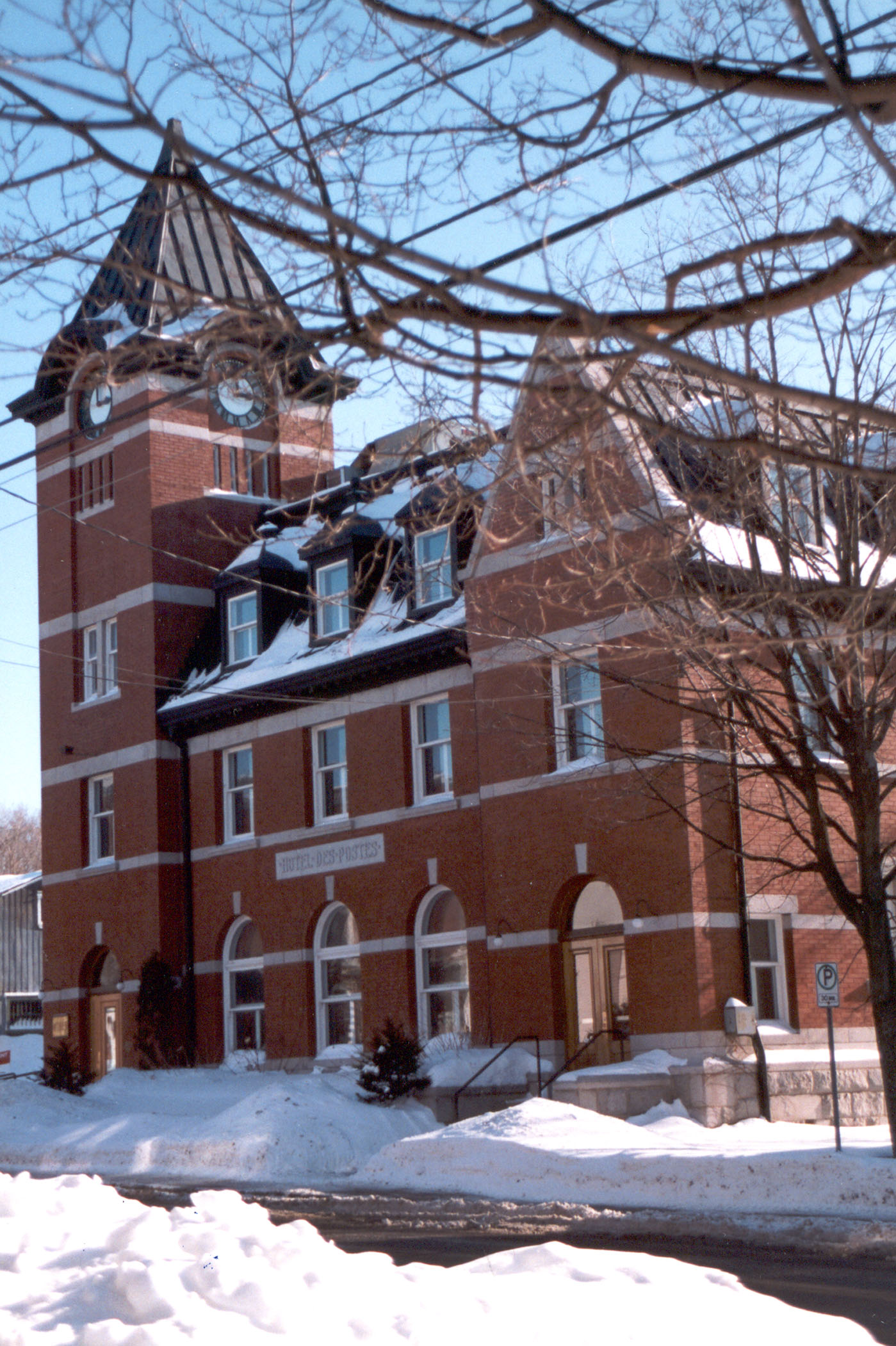
Hôtel des Postes.

Lieu d'histoire et de patrimoine, le Musée Laurier (Arthabaska) accueille chaque année plusieurs milliers de visiteurs de nombreux pays. Pour sa part, le Musée de l'Hôtel des Postes abrite une importante collection d'œuvres d'artistes canadiens, l'institution proposant également des expositions de prestige et des activités pour toute la famille.
Le Théâtre Parminou offre, depuis son ouverture en 1973, du théâtre populaire engagé et du théâtre d'intervention. Il présente ainsi, en 2013 la pièce Parole d'or, silence d'argent, qui porte sur la violence, les abus et le manque de respect envers les aînés.
Le GRAVE (Groupement des arts visuels de Victoriaville) a pour but de créer un milieu propice au développement de la recherche et de l'expérimentation dans le domaine des arts visuels et de valoriser de telles pratiques artistiques. Il offre également une galerie d'exposition. En 2016, le GRAVE a changé son nom pour « Atoll ».
Le Carré 150, espace culturel, a ouvert ses portes le 3 septembre 2015 en plein cœur du centre-ville de Victoriaville.Suivant le slogan de la ville de Victoriaville « berceau du développement durable », le centre culturel a mis en place des mesures amenant à suivre cette vision comme le retrait complet des bouteilles d’eau de plastique.En 2021, il a d’ailleurs reçu l’accréditation de Scène écoresponsable niveau Or, récompensant alors leurs efforts en matière de développement durable.
Le bar le Vieux St-Pierre (maintenant le Peace) se voulait, quant à lui, une scène-phare pour la culture locale, québécoise et même, nationale. Divers groupes de musique aux influences plus distinctes les unes que les autres, se succédaient chaque semaine sur les planches du Vieux St-Pierre afin de faire partager leur musique aux Victoriavillois.

### Tourisme
Victoriaville fait partie des principales villes de la région touristique du Centre-du-Québec. Elle est la ville-centre de la région des Bois-Francs que couvre la MRC d'Arthabaska.
On y trouve deux hôtels quatre (4) étoiles totalisant 202 chambres et un Centre des congrès. La ville est représentée au sein de l'Association des bureaux à congrès du Québec (ABCQ). On y compte également quelques gîtes touristiques.
Parmi les attraits à visiter, on y trouve notamment, dans le secteur Arthabaska : l'Économusée de la maroquinerie (Cuir Rochefort), le Musée Laurier (lieu historique national du Canada) et le Musée de l'Hôtel des Postes, l'Église Saint-Christophe d'Arthabaska, le Mont Arthabaska, la Vannerie des Bois-Francs et le lac du Réservoir Beaudet servant à la réserve d'eau de la municipalité.
La ville possède un bon réseau de pistes cyclables et le golf y est populaire par la présence du club de Victoriaville qui a accueilli, à quelques reprises, l'Omnium de golf du Québec. Les réseaux de sentiers de motoneiges et de quad (VTT) y sont également bien développés.
Plusieurs évènements sportifs attirent une clientèle touristique intéressée, notamment par les tournois de soccer, de basketball et de hockey.
Le Mont Arthabaska est un site de plein air en plus d’abriter le Pavillon Arthabaska où plusieurs spectacles, expositions et activités sont organisées chaque année.

### Médias

#### Journaux
- La Nouvelle Union, bihebdomadaire (mercredi et dimanche).
- La Tribune de Sherbrooke.

#### Télévision
- Câble 9 : Vidéotron, La Télévision Communautaire des Bois-Francs.

La ville est aussi plus assidûment couverte par les réseaux télévisuels généralistes régionaux (TVA, Télévision de Radio-Canada, V) de Sherbrooke.

#### Radios
- 88.1 CKIE-FM, la radio touristique qui informe les visiteurs sur les restaurants, l’hébergement et les activités de Victoriaville.
- 89.3 Radio-Ville Marie (retransmetteur du 91.3 Radio-Ville Marie Montréal) (CIRA-FM-3) : émissions à caractère religieux.
- 92.7 La Première Chaîne de Radio-Canada (retransmetteur du 101.1 FM Radio-Canada Estrie CBF-FM-10) :émissions d'affaires publiques et d'information.
- 95.7/103.5 KYQ-FM (CKYQ-FM) : musique et information locale.
- O 97.3 (CFJO-FM) : musique, opinions et information locale.
- Plaisir 101.9 (CFDA-FM) : musique et information locale.

Bien sûr, les auditeurs de la région reçoivent les ondes des radios des villes comme Asbestos, Plessisville, Trois-Rivières, Québec et Sherbrooke.

## Personnalités liées à la ville

### Politique
- Wilfrid Laurier, premier ministre du Canada (Natif de Saint-Lin-des-Laurentides et résident à Arthabaska à titre d'avocat et premier ministre du Canada. D'ailleurs, il fut le tout premier Canadien français à occuper ce poste prestigieux.)
- Jean-Gilles Massé, député libéral dans Arthabaska en 1970 (Résident à Arthabaska)
- André-Gilles Fortin, (chef du Parti Crédit social du Canada en 1976) Son bureau de député à Arthabaska
- Alain Rayes, député de Richmond-Arthabaska sous la bannière indépendant (anciennement parti conservateur) (Résident de Victoriaville)
- Éric Lefebvre, député indépendant provincial d’Arthabaska (ancien caquiste, il représentera le Parti Conservateur aux prochaines élections fédérales de 2025)[23].

### Musique
- Dumas, auteur-compositeur-interprète
- Daniel Grenier, auteur-compositeur-interprète et membre du trio comique Les Chick'n Swell
- Twinspin, DJ et compositeur de musique electronique. Spotify
- Bleu Jeans  Bleu, groupe de musique
- Alain-François, auteur-compositeur-interprète trad, célèbre pour ses musiques du temps des Fêtes. Il a d'ailleurs trois albums de Noël à son actif[24].
- William Cloutier, auteur-compositeur de musique Pop francophone.

### Humour
- Les Chick'n Swell, groupe de musiciens-humoristes
- Pierre Verville, comédien, humoriste et imitateur (natif d'Arthabaska)

### Télévision et Cinéma
- Robin Aubert, acteur, réalisateur et scénariste (natif de Ham-Nord)
- Pierre Bruneau, journaliste, animateur de télévision et chef d'antenne (natif de Victoriaville)
- Simon-Olivier Fecteau, comédien, humoriste et réalisateur

### Littérature
- Denise Boucher, poète et écrivaine
- David Leblanc, écrivain
- Alain M. Bergeron, écrivain

### Sport
- Jean Béliveau, illustre joueur de hockey, capitaine des Canadiens de Montréal durant plusieurs saisons
- René Corbet, joueur de hockey
- Phillip Danault, joueur de hockey
- Philippe DeRouville, joueur de hockey
- Stéphane Fiset, joueur de hockey
- Gilles Marotte, joueur de hockey
- Gilbert Perreault, joueur de hockey
- Stéphanie St-Pierre, skieuse acrobatique
- Matthew Bergeron, joueur de football américain

### Arts visuels
- Marc-Aurèle de Foy Suzor-Côté, peintre et sculpteur (natif d'Arthabaska. L'église Saint-Christophe d'Arthabaska contient des œuvres de Marc-Aurèle de Foy Suzor-Coté et des ornements sculpturaux intéressants.)
- Alfred Laliberté, sculpteur (natif de Sainte-Élizabeth-de-Warwick)
- Louis-Philippe Hébert, sculpteur (natif de Sainte-Sophie-de-Mégantic)

## Jumelage
La ville est jumelée à celle de Colomiers en France. Depuis 2016, plusieurs étudiants ont eu la chance d'aller travailler et de vivre une nouvelle expérience culturelle en faisant un échange à Colomiers.